# Peldemühle Esens
Die Peldemühle Esens ist eine Peldemühle in der ostfriesischen Stadt Esens. Sie befindet sich im Norden der Stadt an der Straße nach Bensersiel. Der Heimatverein Esens nutzt die Mühle seit 1989 als Museum.

## Geschichte
Ein Mühlenbauwerk an dieser Stelle ist seit 1701 nachgewiesen, als Fürst Christian Eberhard eine Erlaubnis zum Bau einer Peldemühle erteilte.
Die heutigen Mühle stammt aus dem Jahre 1850. Nach dem Zweiten Weltkrieg wurde die morsche Kappe mit den Flügeln demontiert und der Windkraftantrieb durch einen Dieselmotorantrieb ersetzt.
1986 kaufte die Stadt Esens die Mühle und sanierte sie bis 1989 von Grund auf. Die Mühle bekam eine neue Kappe und neue Flügel. Anstatt der ursprünglichen Jalousienklappenflügel erhielt die Mühle aus Kostengründen Segelgatterflügel. Weiterhin wurde der bisher verwendete Steert zum Nachführen der Windmühle durch eine Windrose ersetzt, die die Mühlenkappe automatisch in den Wind dreht.
Nach der Sanierung übernahm der Heimatverein Esens e. V. die restaurierte Peldemühle als Museumsräumlichkeit. Die Einweihung des Museums fand im Dezember 1989 statt. 1991 erfolgte die Aufnahme des Museums in den Museumsverbund Ostfriesland. Ab 1993 wurden die Nebengebäude der Mühle in das Museumskonzept einbezogen. 1995 erhielt das Museum seinen neuen Namen Leben am Meer – eine Mühle voller Geschichte(n). Thematisch befasst sich das Heimatmuseum mit der Siedlungsgeschichte des Harlingerlandes und der Geschichte der Stadt Esens.